# 臭化タングステン(V)
臭化タングステン(V)は、実験式WBr5で書かれる無機化合物。この化合物は2つの架橋臭化物配位子を持つ複八面体構造からなるため、分子式は W2Br10 である。

## 調合と構造
タングステンの粉末を650-1000℃の範囲で臭素とともに扱うことで調合される。生成物は六臭化タングステンで汚染されていることが多い。
X線回折によると、五臭化タングステンの構造は、端部共有の複八面体からなる。

## 反応
臭化タングステン(V)は、還元反応により他のタングステン化合物を得ることができる。例えば、臭化タングステン(IV)はアルミニウムもしくはタングステンで還元することにより調合することができる。WBr4は化学蒸気輸送により精製することができる。
{\displaystyle {\ce {3 WBr5 + Al -> 3 WBr4 + AlBr3}}}
余分な五臭化タングステンおよび三臭化アルミニウムは240℃で昇華させることで除去される。
臭化タングステン(II)は四臭化物を加熱することで得られる。450-500℃で気体状の五臭化物が放出され、WBr2の黄緑の残留物が残る。塩化タングステン(II)の合成にも同様の方法を適用することができる。

### 還元置換反応
五ハロゲン化タングステンを還元することは比較的簡単なため、これをハロゲン化タングステン(IV)付加物の代替合成経路として用いることができる。例えばWBr5とピリジンの反応によりWBr4(py)2が得られる。
{\displaystyle {\ce {2 WBr5 + 7 C5H5N -> 2 WBr4(C5H5N)2 +}}} ビピリジン {\displaystyle {\ce {+ C5H5NHBr}}}